# Barbara von Polen

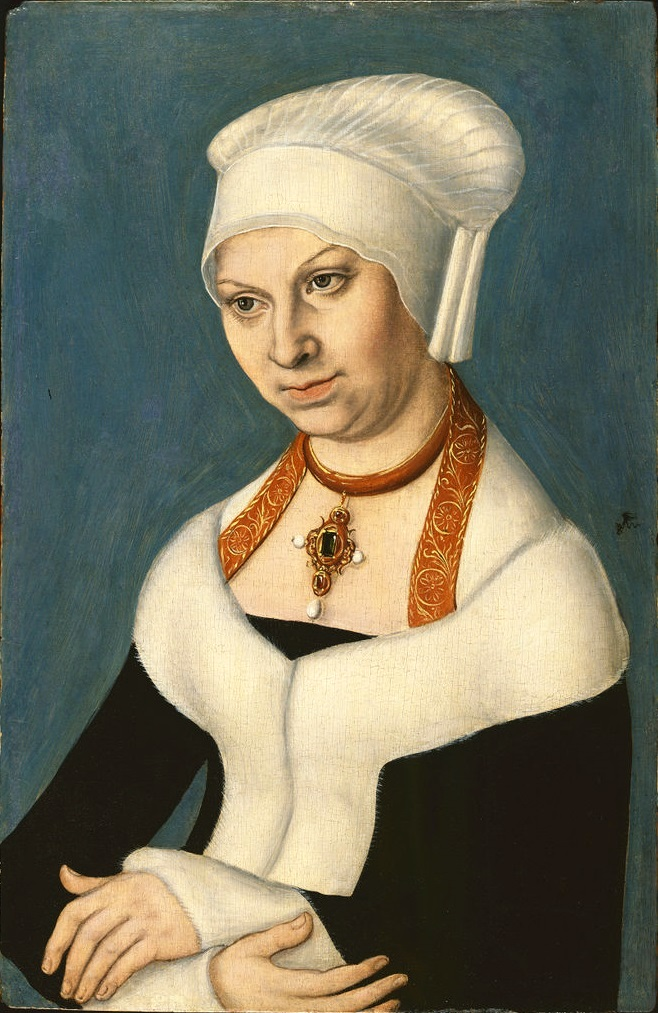
Barbara von Polen, Herzogin von Sachsen, Gemälde von Lucas Cranach dem Älteren

Barbara von Polen (* 15. Juli 1478 in Sandomierz; † 15. Februar 1534 in Leipzig) war eine polnische Prinzessin aus dem Hause der Jagiellonen und durch Heirat Herzogin von Sachsen.

## Leben
Barbara war eine Tochter des Königs Kasimir IV. von Polen (1427–1492) aus dessen Ehe mit Elisabeth von Habsburg (1437–1505), Tochter des römisch-deutschen Königs Albrecht II. Barbaras ältere Schwester Hedwig hatte 1475 in der so genannten Landshuter Fürstenhochzeit Herzog Georg den Reichen von Bayern-Landshut geheiratet.
Barbara heiratete am 21. November 1496 in einer glanzvoll und sehr aufwändig begangenen Zeremonie in Leipzig Herzog Georg von Sachsen (1471–1539). Bei der Hochzeit sollen 6286 deutsche und polnische Adlige zugegen gewesen sein. Als Schwager gleich dreier polnischer Könige wurde Georg damit auch zu einer Schlüsselfigur bei Friedensvermittlungen im deutschen Osten und in Polen-Litauen. Aber auch für die Jagiellonen war die Heirat wegen der Rivalität mit den Habsburgern um die ungarische Krone von Bedeutung.:19
Barbara stiftete gemeinsam mit ihrem Mann 1513 im Meißner Dom mehrere Messen und liturgische Feiern anlässlich des Osterfestes, die seitdem jährlich aufgeführt wurden. Briefe, die Barbara an ihren 1514 in Friesland kämpfenden Gatten schrieb, zeugen von einer glücklichen und liebevollen Ehe. Das bezeugt auch das Zahlenrätsel auf Münzen in der Zeit der Alleinprägung Herzog Georgs, ein kleines Zeichen, das aus einer Sieben und einer Z-artig geschriebenen Zwei besteht, die miteinander verschränkt sind. Die Sieben bedeutet den siebenten Buchstaben und die Zwei den zweiten Buchstaben des Alphabets. Es sind die Anfangsbuchstaben der Namen Georg und Barbara. Nach dem Tod seiner Gemahlin soll sich Georg aus Trauer den Bart haben wachsen lassen, dem er seinen Beinamen der Bärtige verdankt.
Barbara wurde im Dom von Meißen in einer von ihrem Mann 1521–1524 errichteten eigenen Begräbniskapelle bestattet. Barbara und Georg sind das letzte wettinische Fürstenpaar, das im Meißner Dom bestattet wurde. Das Altargemälde in der Grabkapelle wurde von Lucas Cranach den Älteren geschaffen und stellt das Paar, umgeben von Aposteln und Heiligen dar.

## Nachkommen
Aus ihrer Ehe mit Georg hatte Barbara folgende Kinder:
- Christoph (*/† 1497)
- Johann (1498–1537)

⚭ 1516 Prinzessin Elisabeth von Hessen (1502–1557)
- Wolfgang (1499–1500)
- Anna (*/† 1500)
- Christoph (*/† 1501)
- Agnes (*/† 1503)
- Friedrich (1504–1539)

⚭ 1539 Gräfin Elisabeth von Mansfeld (1516–1541)
- Christine (1505–1549)

⚭ 1523 Landgraf Philipp I. von Hessen (1504–1567)
- Magdalene (1507–1534)

⚭ 1524 Kurfürst Joachim II. von Brandenburg (1505–1571)
- Margarete (1508–1510)